# Carlos Alcaraz (tennisser)
Carlos Alcaraz Garfia (El Palmar (Murcia), 5 mei 2003) is een professioneel tennisser uit Spanje. Op 11 september 2022 won hij op 19-jarige leeftijd het US Open, waarna hij de jongste nummer 1 van de wereld ooit werd. Een jaar later behaalde hij op Wimbledon zijn tweede grandslamtitel door in de finale Novak Djokovic te verslaan. In 2024 deed deze finale zich opnieuw voor, waarbij Alcaraz ook het grandslamtoernooi Roland Garros won. In 2025 won Alcaraz opnieuw het toernooi Roland Garros.

## Loopbaan

### 2020
Alcaraz maakte als 16-jarige zijn ATP-debuut, dankzij een wildcard voor het in februari gehouden ATP-toernooi van Rio de Janeiro. In de tweede ronde verloor hij van de Argentijn Federico Coria.

### 2021
Tijdens het Australian Open 2021 maakte Alcaraz zijn grandslamdebuut via het kwalificatietoernooi. Hij was op 17-jarige leeftijd de jongste speler en versloeg in de eerste ronde mede-kwalificatiespeler Botic van de Zandschulp. In de tweede ronde verloor Alcaraz van de Zweed Mikael Ymer.
In juli won Alcaraz zijn eerste titel door de Fransman Richard Gasquet te verslaan in het Kroatische Umag. Daarna won hij ook de Next Generation ATP Finals, het eindejaarstoernooi voor de beste acht tennissers tot 21 jaar. Uiteindelijk sloot hij het jaar af als nummer 32 van de wereld.

### 2022
In maart schreef Alcaraz het toernooi van Miami op zijn naam door drie top tien-spelers te verslaan. Op het ATP-toernooi van Madrid versloeg Alcaraz in de kwartfinale zijn als vierde gerangschikte landgenoot Rafael Nadal, in de halve finale zette hij de nummer 1 van de wereld, de Serviër Novak Djokovic, opzij en in de finale rekende hij af met de nummer drie, de Duitser Alexander Zverev.
Na zijn eerste vijf ATP-finales gewonnen te hebben, verloor Alcaraz in Hamburg van de Italiaan Lorenzo Musetti. In de finale van het US Open versloeg Alcaraz de Noor Casper Ruud. Door deze overwinning werd hij de jongste nummer 1 in de geschiedenis.
Tijdens het toernooi van Parijs moest Alcaraz in de kwartfinale geblesseerd opgeven tegen de Deen Holger Rune vanwege een buikspierblessure. Daardoor liet Alcaraz verstek gaan voor de ATP Finals. Tijdens dit toernooi konden Rafael Nadal en Stéfanos Tsitsipás de nummer 1-positie van Alcaraz overnemen, maar geen van beide spelers slaagde hierin. Alcaraz sloot 2022 zo af als nummer 1 van de wereld.

### 2023
In het voorjaar van 2023 won Alcaraz onder andere de Masters 1000-toernooien van Indian Wells en  Madrid. Op Roland Garros bereikte hij de halve finale, waarin hij in vier sets verloor van Novak Djokovic. Alcaraz kreeg vanaf het begin van de derde set af te rekenen met krampen en kon daarna geen weerwerk meer bieden.
Op 16 juli 2023 won Alcaraz de finale van Wimbledon, door Djokovic te verslaan in een spannende vijfsetter. Daarmee won Alcaraz zijn tweede grandslamtoernooi. Op de US Open kon hij zijn titel niet verlengen, nadat hij in de halve finale werd uitgeschakeld door Daniil Medvedev.

### 2024
Het jaar 2024 begon voor Alcaraz met een kwartfinale op de Australian Open. Daarin was de Duitser Alexander Zverev in vier sets te sterk. In maart verdedigde hij met succes zijn titel op Indian Wells, na winst in de finale tegen Daniil Medvedev. Door een blessure aan zijn rechterarm begon Alcaraz met twijfels aan Roland Garros, maar hij slaagde er toch in om de finale te halen. In die finale versloeg hij Zverev in vijf sets, waardoor hij zijn derde grandslamtitel veroverde. Hij werd bovendien de jongste speler ooit die op drie verschillende ondergronden een grandslamtoernooi wist te winnen.

### 2025
In 2025 won Alcaraz voor de tweede keer Roland Garros. In de finale versloeg hij de nummer 1 van de wereld, Jannik Sinner, na een vijfsetter waarin hij drie wedstrijdpunten redde. Deze wedstrijd duurde 5u29min en was hiermee de langste finale ooit op Roland Garros.

## Palmares
| Legenda                       | Legenda               |
| ----------------------------- | --------------------- |
| Grand Slam                    |                       |
| Olympische Spelen             |                       |
| tot 2009                      | vanaf 2009            |
| Tennis Masters Cup            | ATP Finals            |
| ATP Masters Series            | ATP Tour Masters 1000 |
| ATP International Series Gold | ATP Tour 500          |
| ATP International Series      | ATP Tour 250          |

### Enkelspel

#### ATP-Tour
| Nr.              | Datum             | Toernooi             | Ondergrond    | Tegenstander in finale | Score                               |         |
| ---------------- | ----------------- | -------------------- | ------------- | ---------------------- | ----------------------------------- | ------- |
| gewonnen finales |                   |                      |               |                        |                                     |         |
| 1.               | 25 juli 2021      | ATP Umag             | Gravel        | Richard Gasquet        | 6-2, 6-2                            | Details |
| 2.               | 20 februari 2022  | ATP Rio de Janeiro   | Gravel        | Diego Schwartzman      | 6-4, 6-2                            | Details |
| 3.               | 3 april 2022      | ATP Miami            | Hardcourt     | Casper Ruud            | 7-5, 6-4                            | Details |
| 4.               | 24 april 2022     | ATP Barcelona        | Gravel        | Pablo Carreño Busta    | 6-3, 6-2                            | Details |
| 5.               | 8 mei 2022        | ATP Madrid           | Gravel        | Alexander Zverev       | 6-3, 6-1                            | Details |
| 6.               | 11 september 2022 | US Open              | Hardcourt     | Casper Ruud            | 6-4, 2-6, 7-61, 6-3                 | Details |
| 7.               | 19 februari 2023  | ATP Buenos Aires     | Gravel        | Cameron Norrie         | 6-3, 7-5                            | Details |
| 8.               | 19 maart 2023     | ATP Indian Wells     | Hardcourt     | Daniil Medvedev        | 6-3, 6-2                            | Details |
| 9.               | 23 april 2023     | ATP Barcelona (2)    | Gravel        | Stéfanos Tsitsipás     | 6-3, 6-4                            | Details |
| 10.              | 7 mei 2023        | ATP Madrid (2)       | Gravel        | Jan-Lennard Struff     | 6-4, 3-6, 6-3                       | Details |
| 11.              | 25 juni 2023      | ATP Londen           | Gras          | Alex de Minaur         | 6-4, 6-4                            | Details |
| 12.              | 16 juli 2023      | Wimbledon            | Gras          | Novak Djokovic         | 1-6, 7-66, 6-1, 3-6, 6-4            | Details |
| 13.              | 17 maart 2024     | ATP Indian Wells (2) | Hardcourt     | Daniil Medvedev        | 7-65, 6-1                           | Details |
| 14.              | 9 juni 2024       | Roland Garros        | Gravel        | Alexander Zverev       | 6-3, 2-6, 5-7, 6-1, 6-2             | Details |
| 15.              | 14 juli 2024      | Wimbledon (2)        | Gras          | Novak Djokovic         | 6-2, 6-2, 7-64                      | Details |
| 16.              | 2 oktober 2024    | ATP Peking           | Hardcourt     | Jannik Sinner          | 6-7(6), 6-4, 7-6(3)                 | Details |
| 17.              | 9 februari 2025   | ATP Rotterdam        | Hardcourt (i) | Alex de Minaur         | 6-4, 3-6, 6-2                       | Details |
| 18.              | 14 maart 2025     | ATP Monte Carlo      | gravel        | Lorenzo Musetti        | 3-6, 6-1, 6-0                       | Details |
| 19.              | 18 mei 2025       | ATP Rome             | gravel        | Jannik Sinner          | 7-6, 6-1                            | Details |
| 20.              | 8 juni 2025       | Roland Garros (2)    | Gravel        | Jannik Sinner          | 4-6, 6-7(4), 6-4, 7-6(3), 7-6(10-2) | Details |
| Verloren finales |                   |                      |               |                        |                                     |         |
| 1.               | 24 juli 2022      | ATP Hamburg          | Gravel        | Lorenzo Musetti        | 4-6, 7-66, 4-6                      | Details |
| 2.               | 31 juli 2022      | ATP Umag             | Gravel        | Jannik Sinner          | 6-75, 6-1 6-1                       | Details |
| 3.               | 26 februari 2023  | ATP Rio de Janeiro   | Gravel        | Cameron Norrie         | 7-5, 4-6, 5-7                       | Details |
| 4.               | 20 augustus 2023  | ATP Cincinnati       | Hardcourt     | Novak Djokovic         | 7-5, 6-77, 6-74                     | Details |
| 5.               | 4 augustus 2024   | Olympische Spelen    | Gravel        | Novak Djokovic         | 6-73, 6-72                          | Details |
| 6.               | 13 juli 2025      | Wimbledon            | Gras          | Jannik Sinner          | 6-4, 4-6, 4-6, 4-6                  | Details |

#### Next Generation ATP Finals
| Nr.              | Datum            | Toernooi                   | Ondergrond    | Tegenstander in finale | Score          | Details |
| ---------------- | ---------------- | -------------------------- | ------------- | ---------------------- | -------------- | ------- |
| Gewonnen finales |                  |                            |               |                        |                |         |
| 1.               | 13 november 2021 | Next Generation ATP Finals | Hardcourt (i) | Sebastian Korda        | 4-35, 4-2, 4-2 | Details |

#### ATP Challenger Tour
| Nr.              | Datum            | Toernooi  | Ondergrond | Tegenstander in finale  | Score         |
| ---------------- | ---------------- | --------- | ---------- | ----------------------- | ------------- |
| Gewonnen finales |                  |           |            |                         |               |
| 1.               | 30 augustus 2020 | Triëst    | Gravel     | Riccardo Bonadio        | 6-4, 6-3      |
| 2.               | 11 oktober 2020  | Barcelona | Gravel     | Damir Džumhur           | 4-6, 6-2, 6-1 |
| 3.               | 18 oktober 2020  | Alicante  | Gravel     | Pedro Martínez          | 7-66, 6-3     |
| 4.               | 23 mei 2021      | Oeiras    | Gravel     | Facundo Bagnis          | 6-4, 6-4      |
| Verloren finales |                  |           |            |                         |               |
| 1.               | 6 september 2020 | Cordenons | Gravel     | Bernabé Zapata Miralles | 2-6, 6-4, 2-6 |

## Resultaten grote toernooien
| Legenda | Legenda                          |
| ------- | -------------------------------- |
| g.t.    | geen toernooi gehouden           |
| l.c.    | lagere categorie                 |
| –       | niet deelgenomen                 |
| G       | uitgeschakeld in de groepsfase   |
| 1R      | uitgeschakeld in de eerste ronde |
| 2R      | uitgeschakeld in de tweede ronde |
| 3R      | uitgeschakeld in de derde ronde  |
| 4R      | uitgeschakeld in de vierde ronde |
| KF      | uitgeschakeld in de kwartfinale  |
| HF      | uitgeschakeld in de halve finale |
| F       | de finale verloren               |
| W       | het toernooi gewonnen            |
| w-v     | winst/verlies-balans             |

### Enkelspel
| Grandslamtoernooien |      |      |      |      |    |      |
| Australian Open     | –    | 2R   | 3R   | –    | KF | KF   |
| Roland Garros       | –    | 3R   | KF   | HF   | W  | W    |
| Wimbledon           | g.t. | 2R   | 4R   | W    | W  | F    |
| US Open             | –    | KF   | W    | HF   | 2R |      |
| ATP Finals          |      |      |      |      |    |      |
| ATP Finals          | –    | –    | –    | HF   | G  |      |
| ATP Masters 1000    |      |      |      |      |    |      |
| Indian Wells        | g.t. | 2R   | HF   | W    | W  | HF   |
| Miami               | g.t. | 1R   | W    | HF   | KF | 2R   |
| Monte Carlo         | g.t. | –    | 2R   | –    | –  | W    |
| Madrid              | g.t. | 2R   | W    | W    | KF | –    |
| Rome                | –    | –    | –    | 3R   | –  | W    |
| Montréal/Toronto    | g.t. | –    | 2R   | KF   | –  | –    |
| Cincinnati          | –    | 1R   | KF   | F    | 2R | W    |
| Shanghai            | g.t. | g.t. | g.t. | 4R   | KF |      |
| Parijs              | –    | 3R   | KF   | 2R   | 3R |      |
| Olympische Spelen   |      |      |      |      |    |      |
| Olympische Spelen   | g.t. | –    | g.t. | g.t. | F  | g.t. |
| Statistieken        |      |      |      |      |    |      |
| titels per jaar     | 0    | 1    | 5    | 6    | 4  | 5    |
| eindejaarsranking   | 141  | 32   | 1    | 2    | 3  |      |